# Ousson-sur-Loire
Ousson-sur-Loire là một xã trong tỉnh Loiret, vùng Centre-Val de Loire bắc trung bộ nước Pháp.